# قائمة زملاء الجمعية الملكية المنتخبين في 1965
هذه الصفحة تعرض قائمة زملاء الجمعية الملكية المُنتخبين لعام 1965.

## الزملاء
- روبرت إدوارد بيل
- Arthur Roderick Collar [الإنجليزية]‏
- دوروثي هيل
- George Douglas Hutton Bell [الإنجليزية]‏
- Charles Edmund Ford [الإنجليزية]‏
- Charles Kemball [الإنجليزية]‏
- ريجنالد جونز [الإنجليزية]‏
- Charles Philippe Leblond [الإنجليزية]‏
- هانز كرونبرجر
- William Valentine Mayneord [الإنجليزية]‏
- جون كليف وارد
- Panchanan Maheshwari [الإنجليزية]‏
- توم كلبرن [الإنجليزية]‏
- Keith Stewartson [الإنجليزية]‏
- Gordon Elliott Fogg [الإنجليزية]‏
- سيدني برينر
- Roderic Alfred Gregory [الإنجليزية]‏

## الأعضاء الأجانب
- ثيودوسيوس دوبجانسكي
- سيفيرو أوتشوا
- ريتشارد فاينمان